# Champagne
Champagne este o provincie istorică pe teritoriul actual al Franței de nord-est, cunoscută în prezent în special pentru băutura care îi poartă numele, șampania.
Întinderea sa către vest ajunge la aproape 160 km de Paris. Principalele centre comerciale ale regiunii sunt Troyes, Reims și Épernay. Cea mai mare parte din această provincie istorică este astăzi parte componentă a patru departamente: Ardennes, Aube, Haute-Marne și Marne din regiunea administrativă Grand Est.
În perioada medievală timpurie, provincia era celebră prin bâlciurile sale. Inițial condusă de casa de Vermandois, provincia a trecut din secolul al XI-lea sub conducerea conților de Blois-Champagne.

## Lista conților de Champagne:

Amplasarea Champagne în Franța (1789)

Champagne în hotarele secolulului al XVIII-lea cu departamentele din prezent în culori diferite

### Casa de Vermandois
923-942: Herbert I (conte de Vermandois)
942-966: Robert (conte de Troyes)
966-982: Herbert al II-lea cel Bătrân (conte de Meaux și de Troyes)
983-995: Herbert al III-lea cel Tânăr (conte de Meaux și de Troyes)
983-996: Eudes de Chartres
996-1023: Etienne

### Casa de Blois-Champagne
1019-1037: Eudes I (conte de Troyes)
1037-1047/1048: Etienne al II-lea
1047/1048-1063: Eudes al II-lea (conte de Aumale)
1063-1089: Theobald I (conte de Blois, Tours și Chartres)
1089-c. 1093: Eudes al III-lea
c. 1093-1125: Hugues
1125-1152: Theobald al II-lea cel Mare (conte de Blois și Chartres, conte de Meaux)
1152-1181: Henric I Liberalul
1181-1197: Henric al II-lea cel Tânăr (rege al Ierusalimului)
1197-1201: Theobald al III-lea
1201-1253: Theobald al IV-lea Postumul sau cel Mare sau le Chansonnier (Rege al Navarei)
1253-1270: Theobald al V-lea cel Tânăr (Rege al Navarei)
1270-1274: Henric al III-lea cel Gras (Rege al Navarei)
1274-1285: Ioana (regină a Navarei).
În urma căsătoriei contesei Ioana cu Filip (viitorul rege Filip cel Frumos al Franței din 1284, comitatul de Champagne este unit cu domeniile regale.